# Bahnhof Berlin-Hirschgarten
Der Bahnhof Berlin-Hirschgarten ist ein Bahnhof der Berliner S-Bahn in der Ortslage Hirschgarten des Ortsteils Friedrichshagen im Bezirk Treptow-Köpenick.

## Geschichte

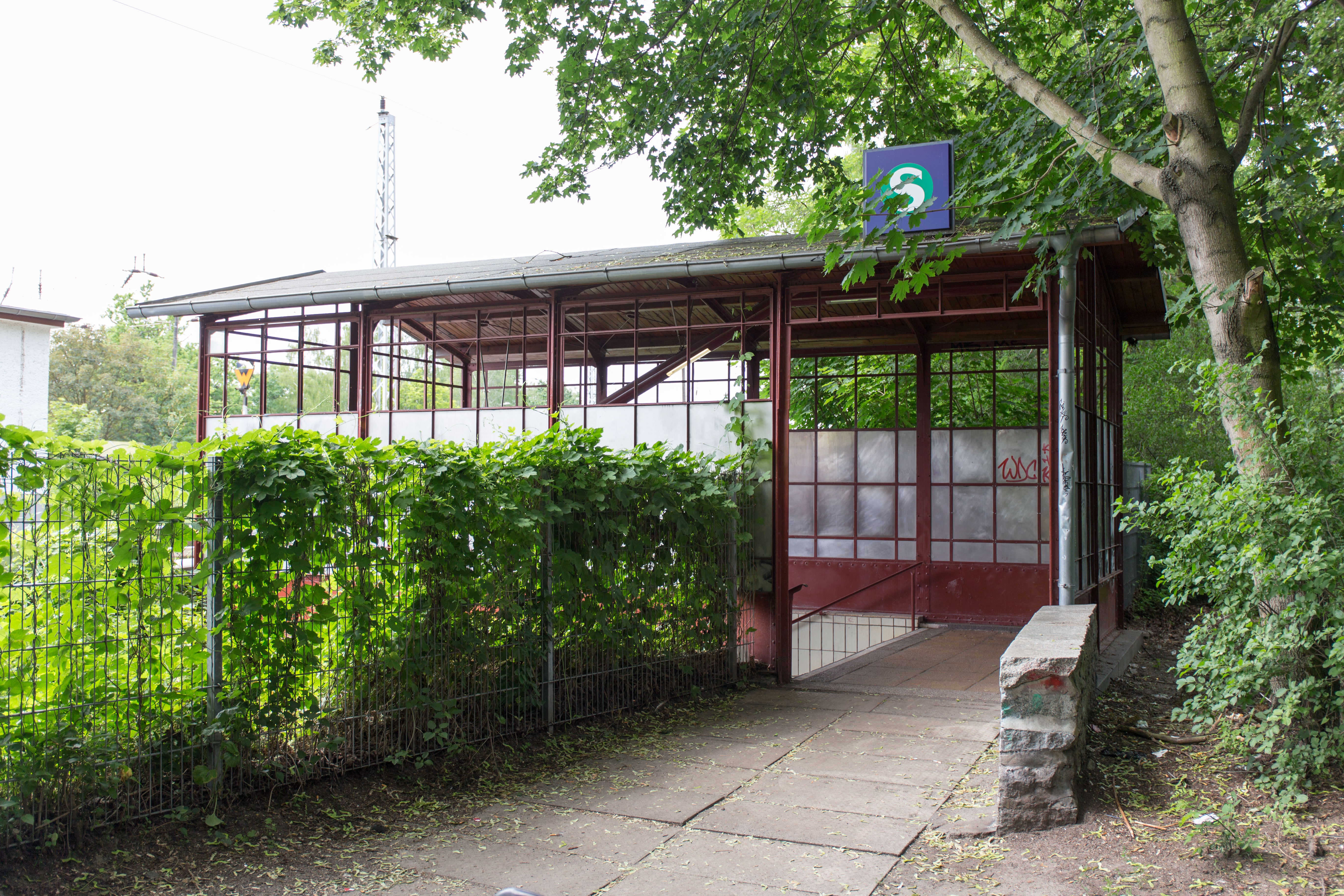
Südausgang zur Straße Am Wiesengrund

Am 1. Mai 1894 wurde in Hirschgarten ein Haltepunkt mit zwei Seitenbahnsteigen errichtet. 1902 wurde die Strecke Berlin – Frankfurt (Oder) im Berliner Vorortbereich zwischen dem Schlesischen Bahnhof und Erkner viergleisig ausgebaut. In Hirschgarten entstand an den Vorortgleisen ein neuer Mittelbahnsteig, der über einen Tunnel erreichbar war. Als Bahnsteigüberdachung dienten gusseiserne Säulen mit einem Satteldach. Am 11. Juni 1928 nahm die Deutsche Reichsbahn den elektrischen S-Bahn-Betrieb auf. Ein Empfangsgebäude hat es nie gegeben. Im April 1945 wurde der Betrieb vorerst eingestellt, die sowjetische Besatzungsmacht ließ nach dem Ende des Krieges die Vorortgleise nach Erkner als Reparationsleistung demontieren. Doch am 30. April 1948 konnte ein eingleisiger Betrieb wieder aufgenommen werden. Am 31. Juli 1956 erhielt die Station wieder ein zweites Gleis.
Im Rahmen der Umbaumaßnahmen für einen Regionalbahnsteig am Bahnhof Köpenick wird auch der Bahnhof Hirschgarten im Auftrag der DB Netz AG modernisiert. Ende 2022 erteilte das Eisenbahn-Bundesamt die Plangenehmigung für den Umbau des Bahnhofs. Der heutige Zugangstunnel wird abgebrochen und durch einen neuen Tunnel weiter östlich ersetzt, der barrierefreie Zugänge mittels Treppen und Rampen zu den Straßen sowie einen Aufzug zum Bahnsteig erhält. Der Auftrag im Umfang von rund 23 Millionen Euro wurde 2023 vergeben und soll 2028 abgeschlossen sein. Der Spatenstich für den Umbau erfolgte am 6. September 2024.

## Anbindung
Der Bahnhof wird von der Berliner S-Bahn-Linie S3 bedient, die zwischen Erkner und Spandau verkehrt. Anschlüsse an Straßenbahn- oder Buslinien der BVG bestehen nicht.
| Linie | Verlauf |
| ----- | --- |
|       | Spandau – Stresow – Pichelsberg – Olympiastadion – Heerstraße – Messe Süd – Westkreuz – Charlottenburg – Savignyplatz – Zoologischer Garten – Tiergarten – Bellevue – Hauptbahnhof – Friedrichstraße – Hackescher Markt – Alexanderplatz – Jannowitzbrücke – Ostbahnhof – Warschauer Straße – Ostkreuz – Rummelsburg – Betriebsbahnhof Rummelsburg – Karlshorst – Wuhlheide – Köpenick – Hirschgarten – Friedrichshagen – Rahnsdorf – Wilhelmshagen – Erkner |